# Église Saint-Jean-Baptiste d'Antagnac
L'église Saint-Jean-Baptiste d'Antagnac est une église catholique située à Antagnac, en France.

## Localisation
L'église est située dans le département français de Lot-et-Garonne, sur la commune d'Antagnac.

## Historique
L'église Saint-Jean-Baptiste, d'architecture gothique, date du XVe siècle.

## Description
Elle se distingue par un clocher-mur à baies, flanqué de deux tourelles carrées unies par une galerie, et une nef ogivale unique.

L’église s’élève sur l’emplacement d’un manoir féodal qui appartenait vraisemblablement au duc de Bouillon.

## Galerie

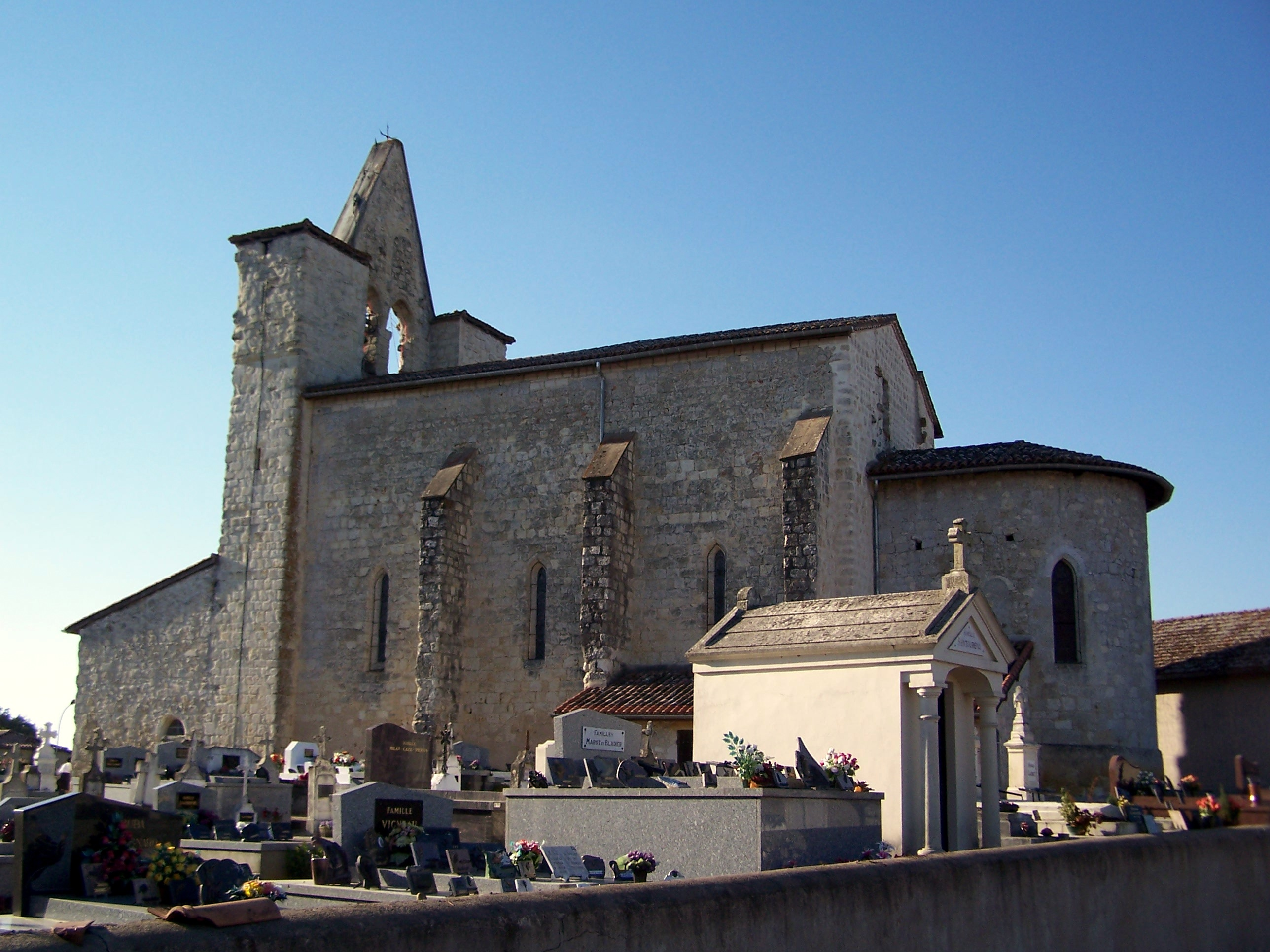
L'église Saint-Jean-Baptiste (septembre 2012).
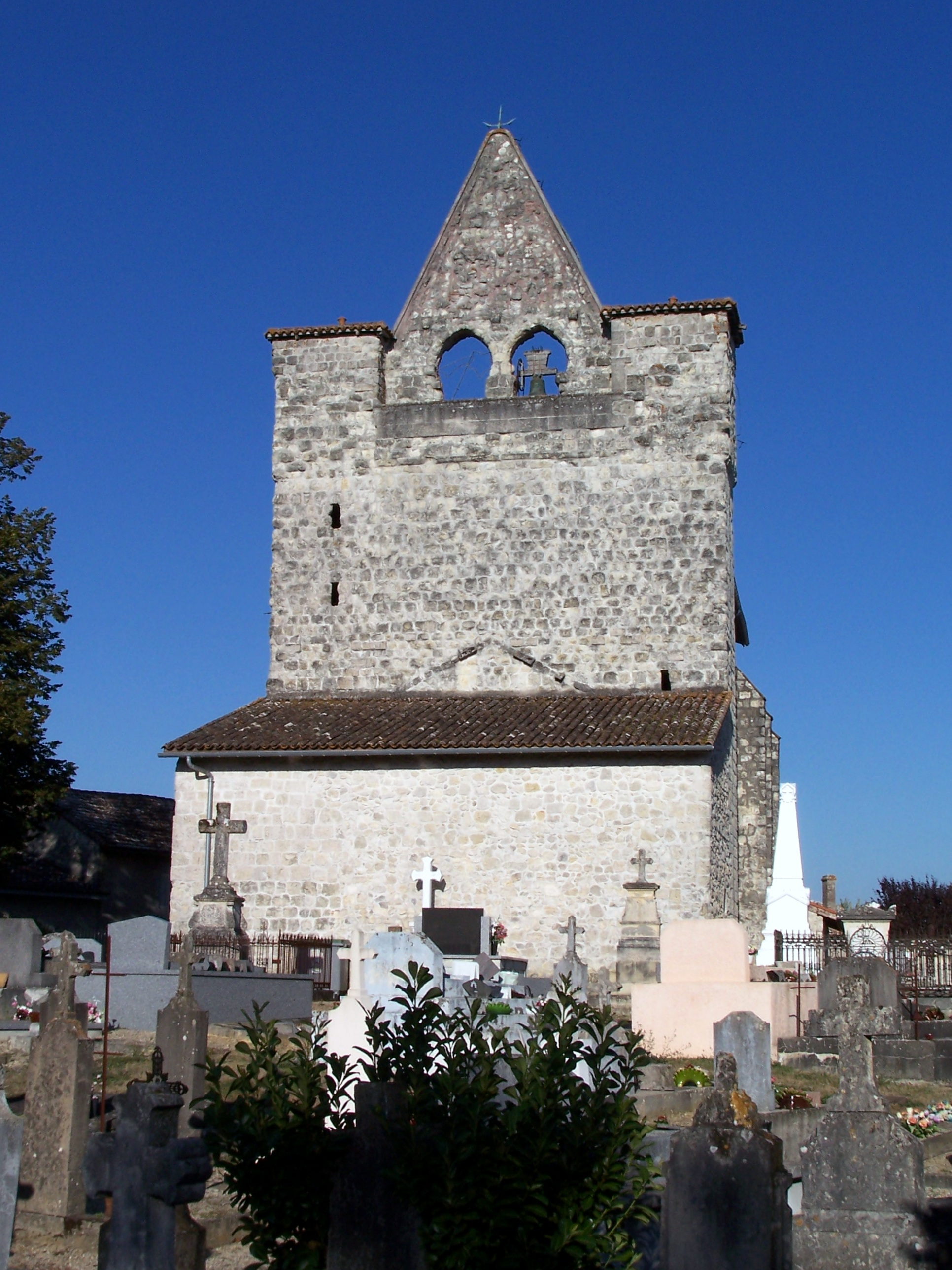
Le clocher-mur (septembre 2012).